# اپلبی
اپلبی (به انگلیسی: Eppleby) یک روستا و محله مدنی در بریتانیا است که در ریچموندشر واقع شده‌است. اپلبی ۲۳۸ نفر جمعیت دارد.